# Lycocerus satoi
Lycocerus satoi is een keversoort uit de familie soldaatjes (Cantharidae). De wetenschappelijke naam van de soort werd in 2007 gepubliceerd door Okushima.